# Presidenti della Provincia di Taranto
Elenco dei presidenti dell'amministrazione provinciale di Taranto.

## Regno d'Italia (1923-1946)
La provincia di Taranto viene istituita con Regio Decreto 2 settembre 1923, n. 1911.

### Presidenti della Commissione reale (1923-1929)
- Nicola Maffei (28 novembre 1923 - 1º luglio 1924) – Commissario straordinario
- Pietro Zanframundo (1º luglio 1924 - 25 maggio 1926)
- Ferdinando Natoli (25 maggio 1926 - 10 novembre 1926)
- Mario Rizzo (10 novembre 1926 -  25 gennaio 1927)
- Osvaldo Adami (25 gennaio 1927 - 9 maggio 1927)
- Giuseppe Meta (9 maggio 1927 - 28 aprile 1929)

### Presidi del Rettorato (1929-1943)
| Presidi del Rettorato | Presidi del Rettorato                           | Mandato         | Mandato         | Partito                    |
| Presidi del Rettorato | Presidi del Rettorato                           | Inizio          | Fine            | Partito                    |
| --------------------- | ----------------------------------------------- | --------------- | --------------- | -------------------------- |
|                       | Giuseppe Turi                                   | 28 aprile 1929  | 5 gennaio 1939  | Partito Nazionale Fascista |
|                       | Luigi Gardini (Commissario prefettizio)         | 5 gennaio 1939  | 12 agosto 1939  | —                          |
|                       | Raffaele Muscogiuri (Commissario prefettizio)   | 13 agosto 1939  | 4 ottobre 1939  | —                          |
|                       | Cesare Blandamura                               | 4 ottobre 1939  | 8 ottobre 1943  | Partito Nazionale Fascista |
|                       | Raffaele D'Alessandro (Commissario prefettizio) | 8 ottobre 1943  | 2 dicembre 1943 | —                          |
|                       | Alberto Rochira (Commissario prefettizio)       | 3 dicembre 1943 | 5 maggio 1944   | —                          |

## Repubblica italiana (dal 1946)
| Nome e cognome                           | dal               | al                | Partito                       |
| ---------------------------------------- | ----------------- | ----------------- | ----------------------------- |
| Alfredo Fighera                          | 6 maggio 1944     | 28 marzo 1953     | Democrazia Cristiana          |
| Pietro Diasparro                         | 27 giugno 1953    | 28 settembre 1960 | Democrazia Cristiana          |
| Giuseppe Conte                           | 29 settembre 1960 | 26 luglio 1963    | Democrazia Cristiana          |
| Nicola Lazzaro                           | 26 luglio 1963    | 29 ottobre 1969   | Democrazia Cristiana          |
| Franco Muschio Schiavone                 | 6 gennaio 1970    | 16 dicembre 1971  | Democrazia Cristiana          |
| Paolo Tarantino                          | 4 gennaio 1972    | 4 gennaio 1986    | Democrazia Cristiana          |
| Giovanni Iacovelli                       | 12 maggio 1986    | 31 ottobre 1986   | Democrazia Cristiana          |
| Giovanni De Cataldo                      | 1º novembre 1986  | 8 agosto 1988     | Partito Repubblicano Italiano |
| Cosimo Fretta                            | 9 agosto 1988     | 23 luglio 1990    | Indipendente                  |
| Mario Luciano D'Alconzo                  | 24 settembre 1990 | 21 gennaio 1992   | Partito Socialista Italiano   |
| Bruno Sbordone (Commissario prefettizio) | 21 gennaio 1992   | 1º marzo 1992     | —                             |
| Mario Luciano D'Alconzo                  | 1º marzo 1992     | 14 luglio 1995    | Partito Socialista Italiano   |

### Presidenti eletti a suffragio universale (1995-2014)
| Presidente della provincia | Presidente della provincia | Presidente della provincia             | Mandato             | Mandato           | Partito                         | Coalizione | Coalizione                              | Elezione |
| Presidente della provincia | Presidente della provincia | Presidente della provincia             | Inizio              | Fine              | Partito                         | Coalizione | Coalizione                              | Elezione |
| -------------------------- | -------------------------- | -------------------------------------- | ------------------- | ----------------- | ------------------------------- | ---------- | --------------------------------------- | -------- |
|                            |                            | Marcello Cantore                       | 31 maggio 1995      | 14 giugno 1999    | Forza Italia                    |            | Polo del Buon Governo (AN-FI-CDU-CCD)   | 1995     |
|                            |                            | Domenico Rana                          | 14 giugno 1999      | 14 giugno 2004    | Indipendente di centro-destra   |            | Polo per le Libertà (FI-AN-LAM-CDL-CCD) | 1999     |
|                            |                            | Giovanni Florido                       | 14 giugno 2004      | 1º luglio 2009    | Indipendente di centro-sinistra |            | L'Unione (DS-DL-PRC-UDEUR-SDI-PdCI)     | 2004     |
| 1º luglio 2009             | 18 maggio 2013             | Giovanni Florido                       | Partito Democratico |                   | PD-UdC-PRC-PdCI                 | 2009       |                                         |          |
|                            |                            | Mario Tafaro (Commissario prefettizio) | 18 maggio 2013      | 29 settembre 2014 | –                               | –          | –                                       | –        |

### Eletti dai sindaci e consiglieri della provincia (dal 2014)
| Presidente della provincia | Presidente della provincia | Presidente della provincia                          | Mandato           | Mandato           | Partito                                      | Elezione |
| Presidente della provincia | Presidente della provincia | Presidente della provincia                          | Inizio            | Fine              | Partito                                      | Elezione |
| -------------------------- | -------------------------- | --------------------------------------------------- | ----------------- | ----------------- | -------------------------------------------- | -------- |
|                            |                            | Martino Tamburrano                                  | 29 settembre 2014 | 2 novembre 2018   | Forza Italia                                 | 2014     |
|                            |                            | Giovanni Gugliotti                                  | 2 novembre 2018   | 18 settembre 2022 | Forza Italia                                 | 2018     |
|                            |                            | Rinaldo Melucci                                     | 18 settembre 2022 | 21 febbraio 2025  | Partito Democratico Italia Viva Indipendente | 2022     |
|                            |                            | Angelo Laterza (Vicepresidente facente funzioni)    | 21 febbraio 2025  | 1° marzo 2025     | Forza Italia                                 | 2022     |
|                            |                            | Roberto Puglia (Assessore anziano facente funzioni) | 1° marzo 2025     | 23 maggio 2025    | Fratelli d'Italia                            | 2022     |
|                            |                            | Gianfranco Palmisano                                | 23 maggio 2025    | in carica         | Partito Democratico                          | 2025     |